# Gilbert de la Porrée
Gilbert de la Porrée (Gilbert z Poitiers; ur. 1076, zm. 4 września 1154) – filozof scholastyczny, przedstawiciel szkoły z Chartres, od 1142 roku biskup Poitiers. Był uczniem Bernarda z Chartres, a także jego następcą na stanowisku wielkiego mistrza szkoły. W swych pracach podejmował zagadnienia ontologiczne zarówno w oparciu o filozofię Platona, jak i Arystotelesa. Jego pierwszym dziełem był komentarz do dzieła Boecjusza O Trójcy, który sprowadził na niego podejrzenia o herezje ze strony Bernarda z Clairvaux. Przypisuje się mu także autorstwo Księgi sześciu zasad (łac. Liber sex principiorum), która do XV wieku była stałym elementem nauczania średniowiecznych uniwersytetów.

## Filozofia
Gilbert wyróżnił dwa rodzaje rzeczy substancję i subsystencję. Subsystencje były to istoty powszechne, a substancje istoty jednostkowe. Na przykład konkretny człowiek był substancją, a jego subsystencją było „człowieczeństwo”. Substancja była połączeniem subsystencji z cechami indywidualnymi (przypadłościowymi), które jedynie różnicowały istoty w obrębie tego samego gatunku lub rodzaju, same natomiast nie wpływały na jego istotę. Subsysytencja zaś nie posiadała cech przypadłościowych.
Jednakże Gilbert uważał, że w rzeczywistości istnieje jedynie substancja, zaś subsystencja jest tylko formą, która w połączeniu z materią tworzy substancję. Bóg w jego rozumieniu był jedynym pełnym bytem, bytem po prostu, jest identyczny ze swą boskością – wszystkie inne byty swe bytowanie zawdzięczają Bogu.